# Boursinidia
Boursinidia là một chi bướm đêm thuộc họ Noctuidae.

## Các loài tiêu biểu
- Boursinidia atrimedia (Hampson, 1907)
- Boursinidia darwini (Staudinger, 1899)